# Laxoa
Es una de las modalidades más antigua de la pelota vasca. Se juega de forma directa, un equipo frente y contra el otro, como el pádel o el tenis, aunque no usa red. La línea central o las "arraias", en su caso, marcan la separación de los campos de ambos equipos. El juego de pelota a laxoa está extendido por Euskal Herria, País Valenciano, Frisia, Picardía, Toscana, donde se juega con pequeñas variantes en los guantes o pelotas y dimensiones del campo.
Los tantos se cuentan en "kinzez": 15, 30, 40 y juego. Esta forma de contar también se usa en el tenis, aunque ya se utilizaba en el Laxoa antes de la creación de éste.
Son cuatro jugadores por equipo, que de manera rápida y valiente se enfrentan al otro equipo para devolverle la pelota con guantes de cuero de forma similar a la del remonte. El remonte es heredero del laxoa.
Es quizás la menos conocida y menos promocionada de todas las modalidades de pelota vasca. Es la modalidad más antigua de la pelota vasca, después del bote luzea. Las reglas de juego del bote luzea y laxoa son iguales. El bote luzea se juega a mano y el laxoa con guantes de cuero. En el Valle del Baztán (Navarra), se juega el Campeonato de laxoa desde abril hasta agosto.